# 테오더스 크레인

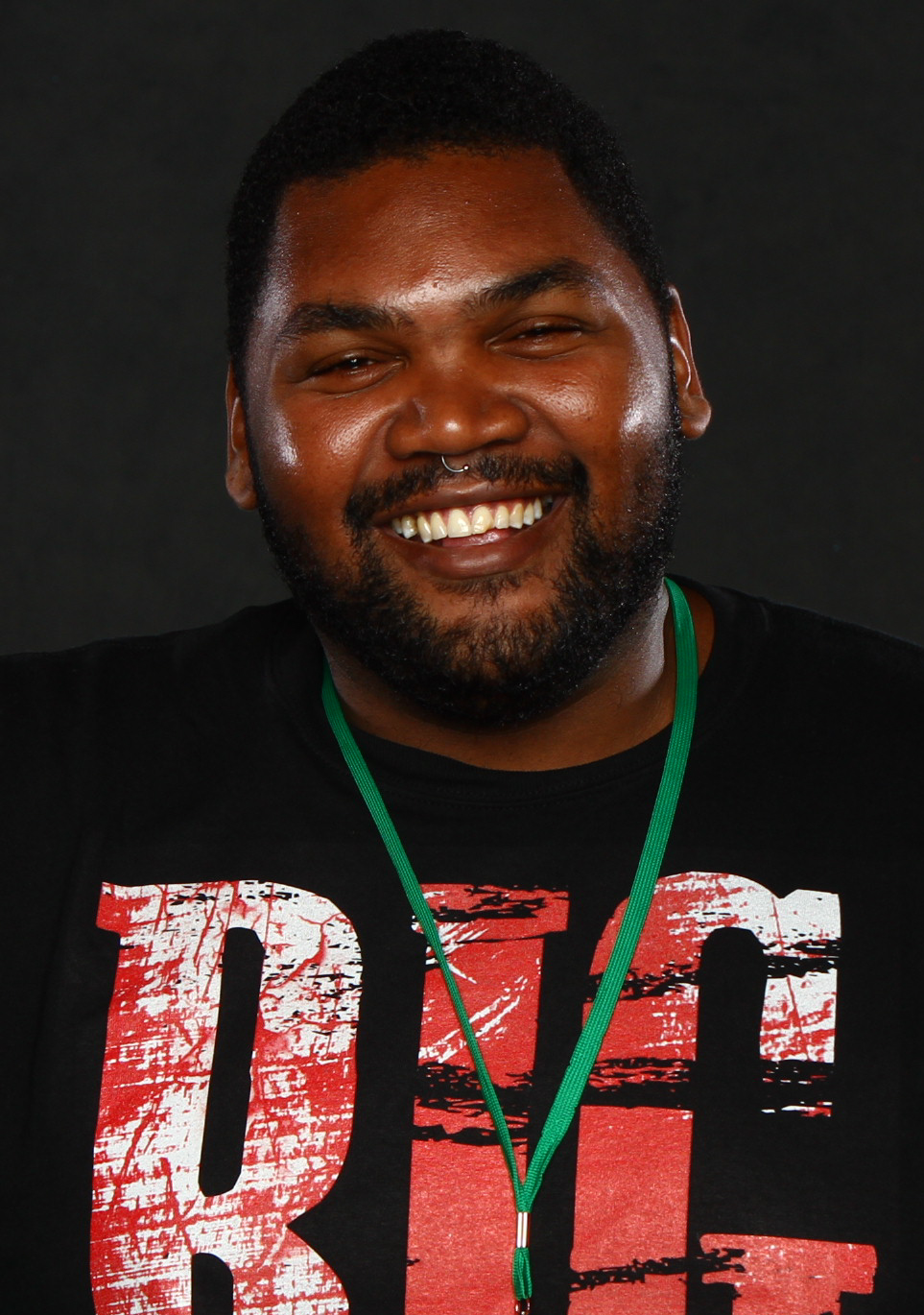

시오더스 크레인(Theodus Crane, 1979년 6월 18일 ~ )은 미국의 배우이다.
애틀랜타에서 태어났다.

## 출연 작품

### 영화
- 스타빙 게임 (2013) - 클리버 역
- 룸13 (2014) - 구즈 역
- 베어풋 (2014)
- 하트, 베이비 (2017, Heart, Baby)
- 끝에서 시작되다 (2017)
- 프레디의 피자가게 (2023)

### 텔레비전
- 워킹 데드 (2012)
- Underground (2016)
- 클록 & 대거 (2019)